# Alonso Fernández de Madrigal
Alonso Fernández de Madrigal, conocido como el Tostado o el Abulense (Madrigal de las Altas Torres, Ávila, circa 1410-Bonilla de la Sierra, Ávila, 3 de septiembre de 1455) fue un clérigo, académico y escritor español, obispo de Ávila (1454 - 1455), sucesor del obispo Alonso I de Fonseca (1445-1454) al pasar a ser este en febrero de 1454 arzobispo de Sevilla. 

## Biografía
Hijo de Alfonso Tostado e Isabel de Ribera, estudió Artes, Teología y Leyes en la Universidad de Salamanca, fue colegial, y luego rector, del Colegio Mayor de San Bartolomé de Salamanca. Se graduó de maestro en Artes y en Teología y obtuvo el título de bachiller en la facultad de Derecho. Regentó la cátedra de Artes y la de Filosofía moral antes de 1436; también la de Poesía cuando era maestrescuela. Seguramente sustituyó en 1440 a Guillermo de Murcia en la cátedra de Biblia, que obtendría quizá en propiedad hacia el otoño de 1441; ya era profesor de teología antes de junio de 1443. Conocía el latín, el griego y el hebreo. 
Viajó a Italia hacia 1442 comisionado por el rey Juan II para asistir al concilio de Basilea y defender la doctrina conciliarista o la superioridad del concilio sobre el papa, pero no llegó a pasar de Italia, pues en 1443 expuso 21 proposiciones en Siena delante del papa Eugenio IV y tres de ellas desagradaron al pontífice, que encargó al cardenal español Juan de Torquemada, un fecundo teólogo tomista, su refutación, que no logró. 
A pesar de haber ingresado en la Cartuja, al volver por Tarragona en 1444, Juan II lo nombró su consejero y en Salamanca fue nombrado maestrescuela en enero de 1446; un año antes de su muerte, en el año 1454, fue nombrado obispo de Ávila a instancias del rey y ocupó esta silla hasta su muerte, acaecida el 3 de septiembre de 1455 en Bonilla de la Sierra (Ávila). 
La extensión de su saber y lo mucho que escribió dieron origen a la frase proverbial «saber o haber escrito más que el Tostado». Entre sus discípulos figuran Pulgar, Palencia y Ximénez de Prexano.
Está enterrado en la catedral de Ávila, en un suntuoso sepulcro obra de Vasco de la Zarza realizado hacia 1511 por iniciativa del obispo Alonso Carrillo de Albornoz. Se trata de un sepulcro a la vez retablo y altar.

## Obra literaria

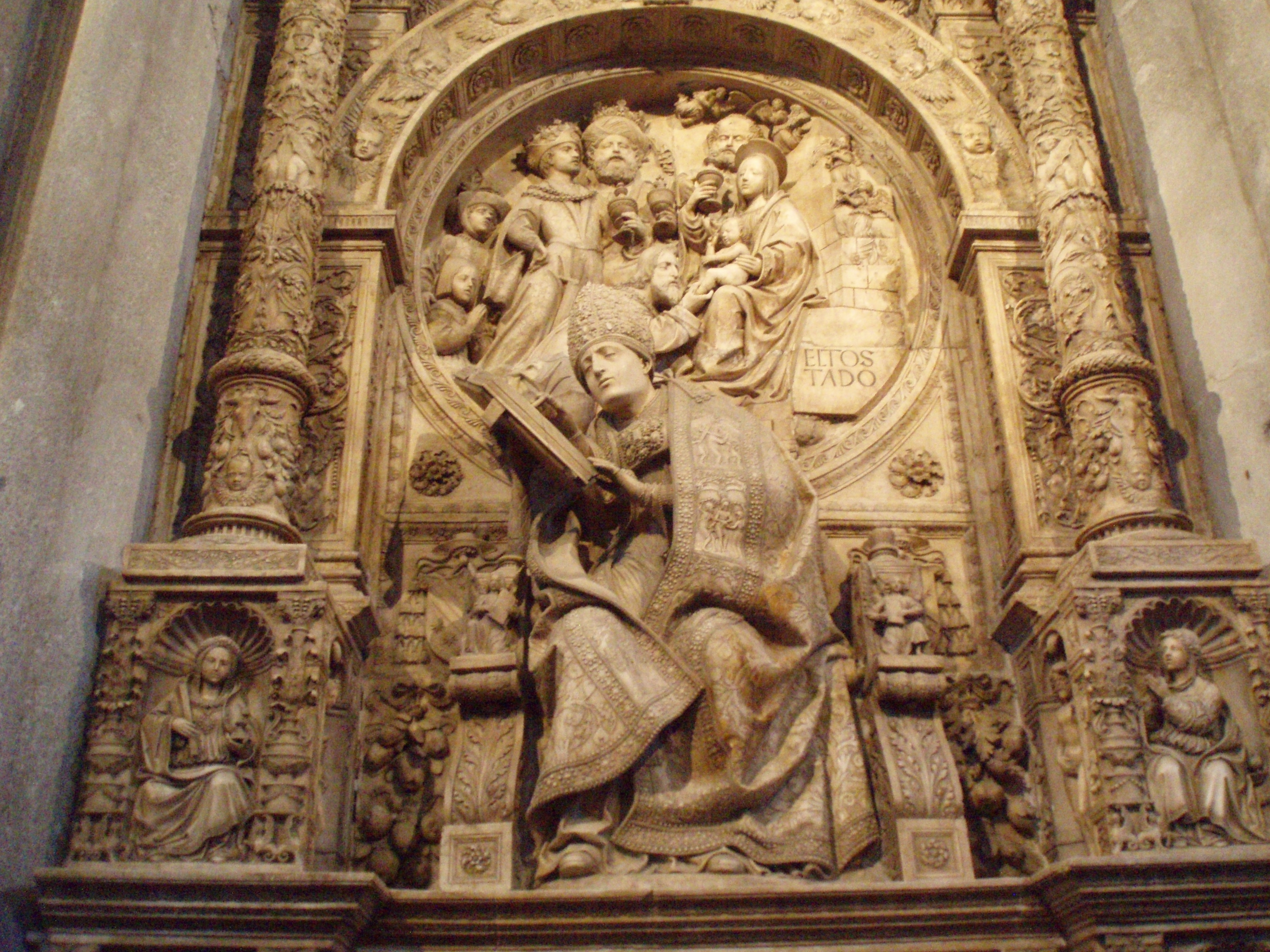
Sepulcro de Alonso Fernández de Madrigal en la catedral de Ávila, obra de Vasco de la Zarza

Su ingente obra latina ocupó quince grandes volúmenes en la edición veneciana publicada entre 1507 y 1530. La parte mayor consiste en extensos comentarios en latín a varios libros de la Biblia: al Génesis, Éxodo, Levítico, Números, Deuteronomio, Josué, Jueces, Libro de Ruth, 1-4 Reyes, 1-2 Crónicas y Mateo. Está aún inédito su comentario Postilla Brevis in Pentateuchum. Además puso prólogos e introducciones propios y comentó todos los prólogos de san Jerónimo y alguno de Eusebio.
Otras obras suyas son Super Ecce virgo (Is 7,14) y De Trinitate. Destacan especialmente De optima politia, donde defiende la democracia como óptima forma de gobierno, y De statu animarum (ambas de 1436) y otras obras escriturísticas y morales.
Dedicó a la reina el Libro de las paradoxas (h. 1437). Su título, inspirado en otra obra de Cicerón, tiene que ver con las contradicciones que encuentra en las denominaciones usadas en la Biblia, que resuelve aplicando los cuatro sentidos de la hermenéutica escolástica medieval; la primera versa sobre la Virgen María; la segunda, sobre Jesucristo como león; la tercera, como cordero; la cuarta, como serpiente (diserta sobre el aojamiento, como hará también el marqués de Villena); y la quinta, de Cristo como águila y su ascensión. Junto a las fuentes bíblicas, existen otras aristotélicas y él mismo tradujo esta extensa obra al latín.
En Defensorium trium conclusionum, sostuvo la superioridad de los concilios sobre el papa. En su Breviloquio de amor e amiciçia (h.1437-1441), dedicado al rey Juan II de Castilla, parte del dicho platónico «quando tovieres amigo, cumple que seas amigo del mismo, mas, por esto non cumple que seas enemigo de su enemigo», para exponer la importancia que el amor y la amistad pueden desempeñar tanto en la vida social —llegando a ser sustitutivos del vínculo jurídico— como en la vida religiosa.
Se le suele atribuir un anónimo Tratado de cómo al ome es necesario amar editado por Antonio Paz y Meliá en Opúsculos literarios de los siglos XIV al XVI (Madrid 1892) pp. 221-224. Sus obras fueron editadas en Venecia 1505-31, 1596, 1615, 1723, y en Colonia 1613-15.
Laurence Sterne lo menciona, en el libro VI capítulo II de Tristram Shandy, entre otros ejemplos de niños prodigio: «casi en brazos de su nodriza, aprendió todas las ciencias y artes liberales sin que le enseñaran ninguna de ellas».
| Predecesor: Alonso I de Fonseca | Obispo de Ávila 1454 - 1455 | Sucesor: Martín Fernández de Vilches |

## Obra
- Cuestiones de filosofía moral. Es una exposición sobre las virtudes morales, siguiendo el libro segundo de la Ética a Nicómaco de Aristóteles. Fue editada esta obra en Biblioteca de Autores Españoles (BAE), n.º 65 (Madrid 1953)
- Breve tratado de los fechos de Medea.
- Comentario la Historia Eclesiástica de Eusebio de Cesarea, que fue impreso en Salamanca en 1506.
- Comentario al tratado sobre el Regimiento de los Príncipes de Egidio Colonna.
- Libellus de statu animarum post mortem (1436). Fue reimpreso en Amberes en 1621.
- Tratado sobre los dioses de la gentilidad o las catorce cuestiones, que se reimprimió en Burgos en 1545. Sigue las Genealogías de los dioses de Giovanni Boccaccio.
- Libellus de optima politia (1436)
- Libro de las paradoxas (h. 1437)
- Breviloquio de amor e amiciçia (h. 1437-1441)